# Naughty by Nature: Tha Mixtape
A Tha Mixtape az első mixtape az amerikai Naughty by Nature hiphopcsapattól, melyen a Garden State Greats csapat is szerepelt. A lemezen szerepelt a Gotta Lotta című dal is, mely a 2011-es Anthem Inc. című albumra is felkerült.

## Tracklista
1. "Church" – 0:53
2. "Respect" – 4:13
3. "Hood Shit" – 3:41
4. "Gotta Lotta" – 3:33
5. "Kill Tha Beat" – 3:52
6. "Heavy In My Chevy" – 4:33
7. "After My Chedda" – 2:50
8. "Tha Corner" – 2:30
9. "So Many Things" – 4:25

## Külső hivatkozások
- Naughty by Nature Megamix[1]
- Tha Mixtape Információk[2]